# Catedral da Santíssima Trindade (Bermudas)

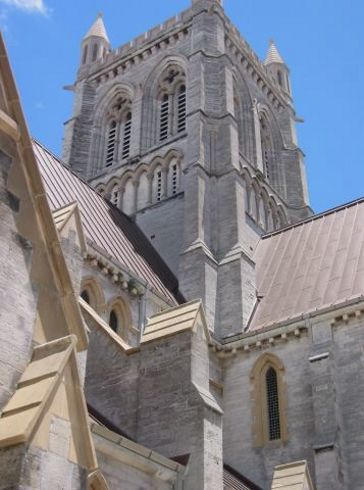
Catedral da Santíssima Trindade

Catedral da Santíssima Trindade (popularmente conhecida como Catedral das Bermudas) é uma Catedral anglicana localizada na Church Street em Hamilton, Bermudas.
O edifício foi desenhado no antigo estilo inglês por James Cranston de Oxford em 1844 e foi concluído em 1869, porém o edifício foi destruído por um incêndio em 1884. O arquiteto escocês William Hay havia sido consultado sobre a construção do primeiro edifício em 1848-49 e novamente em 1862, em 1885 Hay foi contratato para desenhar a estrutura atual do edifício no estilo Neogótico. Embora Hay tenha desenhado a maior parte da estrutura do edifício, George Henderson, seu companheiro foi quem desenhou a parte oriental da catedral. Construído no ano de 1886 até 1905. A estrutura foi construída com pedras de calcário das Bermudas, com exceção das várias características feitas com pedras de Caen que foram trazidas da França. 
É uma das duas catedrais das Bermudas, sendo que a outra é a Catedral de Santa Teresa de Lisieux, que também está localizada em Hamilton.